# Jordan-Kurve

Geschlossene Jordankurve

Offene Jordankurve

Kurve, die keine offene Jordankurve ist

Jordan-Kurven (bzw. einfache Kurven) sind nach Camille Jordan benannte mathematische Kurven, die als eine homöomorphe Einbettung des Kreises {\displaystyle S_{1}} oder des Intervalls {\displaystyle I_{1}=[0;1]} in einen topologischen Raum definiert sind. (Die homöomorphe Einbettung von {\displaystyle I_{1}} nennt man offene Jordan-Kurve. Die Einbettung von {\displaystyle S_{1}} wird geschlossene Jordan-Kurve genannt.)
Anschaulich heißt das, dass es sich um Kurven handelt, die stetig und schnittpunktfrei sind und einen Anfangs- und einen Endpunkt besitzen. Der Begriff der Jordan-Kurve wird auch zur Definition planarer Graphen verwendet.

## Beispiele
Der Einheitskreis mit der Parametrisierung
{\displaystyle \varphi (t)=(\cos(t),\sin(t))}, {\displaystyle t\in [0,2\pi ]}
ist eine geschlossene Jordankurve.
Der Weg
{\displaystyle \varphi (t)=(\cos(t),\sin(t))} mit {\displaystyle t\in [0,3\pi ]}
liefert auch den Einheitskreis, ist aber in dieser Parametrisierung keine Jordankurve, da z. B.
{\displaystyle \varphi (1)=\varphi (2\pi +1)}.
Das Einheitsquadrat ist eine Jordankurve, die aber mit keiner Parametrisierung glatt ist.
Die Strecke
{\displaystyle \varphi (t)=(t,0)} mit {\displaystyle t\in [0,1]}
ist eine (offene) Jordankurve.